# Power Snooker
A Power Snooker a snooker játék egyik változata. Az első hivatalos tornát 2010-ben játszották Nagy-Britanniában, amelyet Ronnie O’Sullivan nyert meg.

## Szabályok

### Játék menete

A power snooker kezdőállása

A power snooker-t hagyományos snooker asztalon játsszák, azonban a posztó eltérő színű és a power snooker felirat is megtalálható rajta.
A játék során az elért összesített pontszám számít, a frame-ek számát és kimenetelét nem számolják, nem veszik figyelembe. A frame-ek befejezése után új frame kezdődik, a golyókat újra az asztalra helyezik, a pontszámokat pedig folytatólagosan számolják. Az eredeti játékban szereplő 15 piros golyó, és a háromszögben felállított alakzat helyett a power snookerben 9 piros golyót alkalmaznak, amelyeket gyémánt alakzatban állítanak fel.
Egy mérkőzés 30 perc időtartamú. A játékidő akkor kezdődik vagy folytatódik, amikor az első piros golyót eltalálják. Az idő megáll, amikor az utolsó feketét lelökik, és áll az óra, amíg a golyókat újra az asztalra helyezik.
Az a játékos nyer, akinek a mérkőzés végén több pontja van. Ha a mérkőzés ideje lejár és döntetlen az állás, akkor az asztalról mindegyik golyót leveszik, a fekete golyót felteszik a helyére és annak a lelökése dönti el a mérkőzést.

### Pontozás és lökésidő
Kezdőlökés az asztalon lévő vonal mögött lévő terület bármely pontjáról végezhető. Kezdőlökés után a játékos akkor is folytathatja, ha nem esik le piros golyó, azonban két vagy több piros golyó érinti valamelyik falat. Ha ennek a feltételnek nem felel meg az első lökés, akkor az ellenfél lökhet. Egy lökésre 20 másodperce van a játékosoknak. A lökésidőt akkor kezdik visszaszámolni, amikor az előző lökés következtében az utolsó golyó is megállt. Amennyiben a lökésidő lejár, akkor a játékos 20 büntetőpontot kap, és az ellenfél lökhet, vagy az ellenfél azt is választhatja, hogy a büntetést kapott játékos folytassa.
A 100-as break 50 bónuszpontot ér, amennyiben a játékos ezt a következő frame-ben megismétli, akkor 100 bónuszpontot, ha a harmadik frame-ben is, akkor már 200 bónuszpontot kap.
Hibás lökés esetén az asztalon lévő vonal mögötti terület bármely pontjára le lehet helyezni a fehér golyót és onnan folytatható a játék.

### Power Ball, Power Play és Power Zone
A power snookerben három új fogalom a Power Ball, Power Play és Power Zone is szerepel.
A Power Ball egy külön megjelölt és logóval ellátott piros golyó, amelyet a gyémánt alakzat közepére helyeznek. Ez a golyó két pontot ér. A Power Ball lelökése után egy Power Play időszak kezdődik, amely két percig tart. Ezalatt az időtartam alatt az összes lelökött golyó értéke duplán számít. Elhibázott lökés esetén az ellenfél kihasználhatja a Power Play hátralévő időtartamát. A Power Ball-t nem helyezik vissza az asztalra a frame közben.
A Power Zone az asztalon lévő vonal mögött lévő terület. A Power Zone-ból indított fehér golyó esetén a lelökött golyó értéke duplán számít, ha ez Power Play időszak alatt történik, akkor az értéke négyszeresen számít. Hibás lökés esetén a Power Play időszak alatt a büntetés is duplán számít, ha egy hiba a Power Play időszak alatt történik a Power Zone-ban, akkor a hiba értéke négyszeresen számít.